# 澎湃新聞

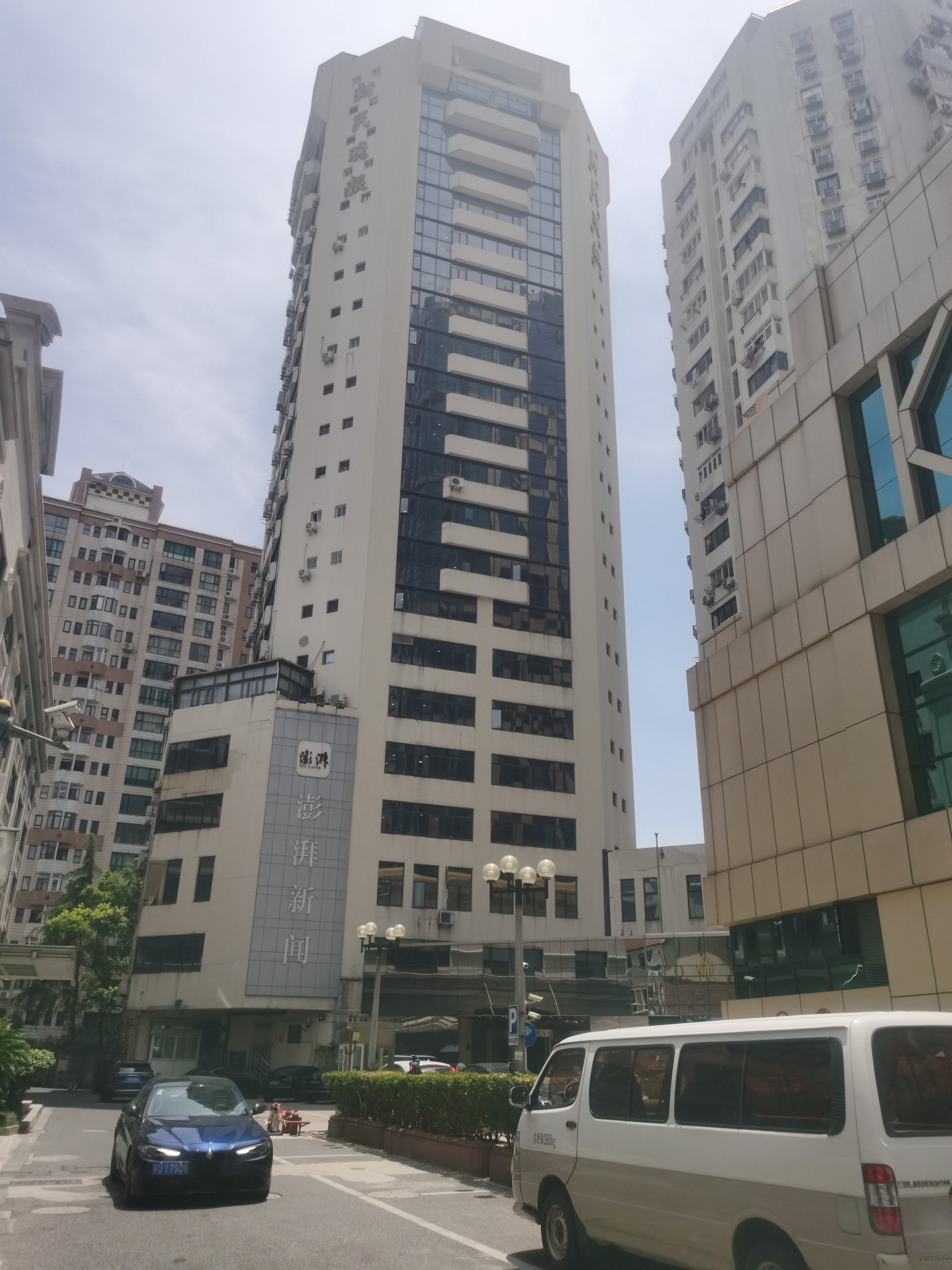
上海市にある社屋

『澎湃新聞』（ほうはいしんぶん、ペンパイしんぶん、拼音: Péngpài Xīnwén、簡体字: 澎湃新闻、英語: The Paper）は、中華人民共和国の主要ネットメディア。2014年発足。2022年時点で2億人を超すユーザーがいる。
上海の商業紙『東方早報』（上海報業集団傘下）の電子版として発足し、2016年に電子版のみに移行した。「澎湃」は、英語で「新聞」を意味する「paper」のもじり。
Webとスマートフォンアプリで発信している。閲覧無料であり、広告費などで収益を得ている。時事・政治問題を中心に、諸分野の専門的な記事を発信している。
発足当初、習近平政権が主導する反腐敗運動に協力的な、腐敗スクープ記事で注目を集めた。以後、新進気鋭の中国メディアとして注目を集め、国内外で数百の受賞をしている。外交部報道官の定例記者会見に記者の参加が許可されたメディアでもある。